# Парі
Парі — угода про виконання якого-небудь зобов'язання тією особою, що програє.
Часто парі називають закла́д.

## Приклади парі
- Досить тривале парі уклали два американські медики: Джей Ольшанський з університету штату Іллінойс твердить, що серед немовлят, народжених 2000 року, хоча б один доживе до 150 літ, а Стівен Остад з університету штату Айдахо думає, що більше 130-и років ніхто не проживе. Гроші великі: обидва чоловіки поклали на спеціальний рахунок по 150 доларів і зобов'язалися щороку класти стільки ж до самої своєї смерті. А після смерті опонентів фондом опікуватимуться їхні нащадки. Стороні, котра виграє, дістанеться сума близько 500 мільйонів доларів.[2]
- В Ютубі з'явились два відео, де три футболісти київського «Динамо» на тренуваннях, при передачі м'яча один одному в умовному колі, укладають парі. Той, хто не втримає м'яч, повинен зробити напівперевороти на полі.[3][4]

## Фільми, де укладаються парі
- 3 ідіоти
- Безстрашний (фільм, 2006)
- Березневі коти (фільм)
- Вища міра (фільм, 1925)
- Геркулес (фільм, 2005)
- Навколо світу за 80 днів (фільм, 1956)
- Навколо світу за 80 днів (фільм, 2004)
- Парі на кохання
- Помінятися місцями
- R.I.P.D. Примарний патруль
- Турецька для початківців
- Чоловік з гарантією
- Неймовірне парі, або Істинна пригода, що благополучно завершилася сто років тому

## Художні твори
- Навколо світу за вісімдесят днів